# Цихисубани (Адигенский муниципалитет)
Цихисубани (груз. ციხისუბანი) — село в Грузии, на территории Адигенского муниципалитета края (мхаре) Самцхе-Джавахети.

## География
Село находится в южной части Грузии, к востоку от реки Кваблиани, на расстоянии 9 километров (по прямой) к северо-западу от посёлка городского типа Адигени, административного центра муниципалитета. Абсолютная высота — 1515 метров над уровнем моря.

## Население
По результатам официальной переписи населения 2014 года, в Цихисубани проживало 172 человека (88 мужчин и 84 женщины). В национальной структуре населения грузины составляли 99,4 %, русские — 0,6 %.
| Год  | Население, человек |
| ---- | ------------------ |
| 2002 | 197                |
| 2014 | ↘ 172              |